# Freestyle slalom

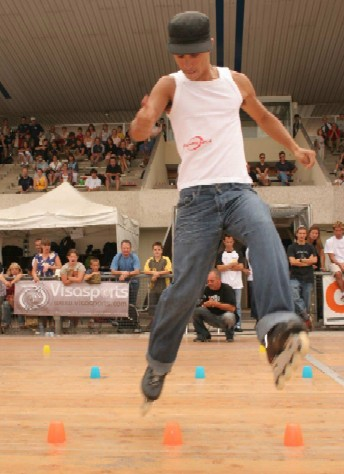
Un hombre en las finales del concurso IFSA

El Freestyle slalom es una modalidad del patinaje en línea, que consiste en realizar distintos trucos en filas de pequeños conos, situados a diferentes distancias que varían normalmente entre los 50cm, 80cm y 120cm.

## Modalidades
- Slalom Classic: es un tipo de competición en la que cada patinador efectúa una coreografía prediseñada al ritmo de la música durante un límite de tiempo determinado.

- Slalom Battle: es una competición por rondas de tiempo determinado que se divide en grupos de patinadores.

Cada grupo de patinadores muestran sus mejores trucos técnicos más difíciles y tratan de aguantar ejecutándolos el máximo número de conos posibles.

## Equipo

### La bota
Las botas, son piezas adecuadas totalmente al pie para obtener el mayor control posible y se caracterizan por ser rígidas, fabricadas en fibra de carbono o de vidrio, con la finalidad de sujetar el pie en su totalidad.

### Guía o chasis
La guía o chasis es una estructura metálica que sirve de unión entre la bota y las ruedas. Las cuales, suelen ser más cortas que otros tipos de patines. Existen distintos tamaños y tipos de guía (chasis), dependiendo del pie y las preferencias del jugador. 
Los tamaños varían entre 243mm,236mm, 231mm y 219mm.

### Ruedas
Las ruedas dependerán del tipo de superficie en la que se practique. Y varían acordes a la dureza y materiales con los que son fabricados. 
Normalmente, se utilizan ruedas dependiendo de la longitud de la guía: 80mm para guía de 243mm, 76mm para guía de 231mm. La dureza de las ruedas está comprendida entre 83A hasta 85A. Siendo las ruedas de 85A las más utilizadas.

#### Configuraciones de ruedas
- Rockering: Este término se acuña en términos de guía de ruedas en donde se utilizan dos tamaños distintos, es decir, en el centro, las ruedas son más grandes que en los extremos.

Mismas que quedarían colocadas de la siguiente manera: Si "G" es una rueda grande y "P" una pequeña, seguirían el siguiente orden:
P-G-G-P. Lo cual permite girar con menor esfuerzo obteniendo una mayor fluidez.
Existen guías que han sido diseñadas para llevar el rockering de serie, permitiendo tener rockering utilizando todas las ruedas del mismo tamaño.

## Reglamento
Los lineamientos a seguir y considerar dentro de una competencia denominada de tipo "libre" dependen según el estilo, mismo que va asociado a lo siguiente:
- Velocidad: No es necesario ir rápido, si no demostrar que se tiene la capacidad de ir rápido o, incluso, que se puede cambiar de velocidad con respecto a los movimientos.

- Ritmo y música: Ritmo o cambios de ritmos coherentes y en concordancia con la música.

- Fluidez: Consiste en ejecutar trucos y transiciones sin perder el ritmo y la velocidad, salvo que se quiera hacer voluntariamente.

- Solidez: Influye con respecto a los trucos que el patinador utilice y la manera en la que los ejecuta.

- Técnica: Depende de los trucos de la rutina.

Para lo cual es necesario un catálogo de movimientos técnicos difíciles y originales o únicos. A su vez, se toma en cuenta la variedad de trucos y de tipos de trucos que se realicen.

## Trucos
Entre los principales trucos se encuentran los laterales, frontales, de espaldas, equilibrio a una rueda, giros, cafeteras, águilas, bloqueos o saltos, entre otros. 
Cada uno de ellos depende de la experiencia del participante, es decir, la complejidad de los trucos se divide en tres categorías dependiendo del mismo, tales como: principiantes, intermedios y avanzados.